# Binstead
Binstead är en ort i civil parish Ryde, på ön Isle of Wight, i grevskapet Isle of Wight, i England. Binstead var en civil parish fram till 1933 när blev den en del av Ryde och Newport. Civil parish hade 906 invånare år 1931. Byn nämndes i Domedagsboken (Domesday Book) år 1086, och kallades då Benestede.